# كونكورد (فيرمونت)
كونكورد (بالإنجليزية: Concord, Vermont)‏ هي بلدة تقع في مقاطعة إسيكس (فيرمونت) بولاية فيرمونت في الولايات المتحدة. تبلغ مساحتها 138.5 (كم²)، وترتفع عن سطح البحر 508 م، بلغ عدد سكانها 1196 نسمة في عام 2000 حسب إحصاء مكتب تعداد الولايات المتحدة وتصل الكثافة السكانية فيها 9 نسمة/كم2.

## أعلام
- باول إس. أندرسون
- هربرت آدامز
- مرلي ألين
- إدوارد فرانكلين بينغهام

## وصلات خارجية
- The US50 - Cities and Towns in Vermont State
- Vermont Cities and Towns, Facts, Map, Flag, Colleges, Government, and More